# IGR Remscheid
L'IGR Remscheid est un club de rink hockey de la ville allemande de Remscheid en Rhénanie-du-Nord-Westphalie. Il est fondé le 1er avril 1962 et a été sacré champion d'Allemagne à cinq reprises en 1968, 1969, 1978, 1992 et 1994.